# سان ماورو كاستلفيردي
سان ماورو كاستلفيردي (بالإيطالية: San Mauro Castelverde)‏ هي بلدية في مقاطعة باليرمو في صقلية الإيطالية.

## السكان
في سنة 1861 بلغ عدد السكان 4٬634 نسمة، وتطور العدد ليصل في سنة 2011 لـ 1٬847 نسمة.
يظهر هذا المخطط البياني تطور النمو السكاني لـ سان ماورو كاستلفيردي

## توأمة
لسان ماورو كاستلفيردي اتفاقيات توأمة مع كل من:
- كويلمس
- Rush, Dublin [الإنجليزية]‏